# Postliminium
Il postliminium o ius postliminii era un vecchio principio del diritto romano secondo il quale un soldato, divenuto prigioniero nel corso di una guerra, poteva riacquistare tutti i diritti giuridici di cui aveva goduto prima del conflitto, qualora fosse riuscito a sottrarsi alla prigionia e a rientrare entro i limina (confini) di Roma. In tal caso, dunque, il prigioniero ritornava ad essere uomo libero e cittadino romano, come se lo stato di prigionia non avesse mai avuto luogo..
Al di fuori di questa eventualità la sorte dei prigionieri era affidata al trattato di pace: questi potevano godere del postliminium solo se previsto dai patti.. Nel caso in cui questa possibilità fosse verificata, il prigioniero riacquistava il suo stato primitivo e ritornava ad essere uomo libero. In tale condizione, dunque, il soldato riacquistava la cittadinanza romana: un diritto individuale, privato e intoccabile, che solo il prigioniero stesso, ormai tornato ad essere cittadino romano, poteva decidere se mantenere o meno. Nel caso in cui, però, il prigioniero decideva di non tornare in patria, tutti i suoi diritti in materia di postliminium erano definitivamente perduti.
Bisogna sottolineare che, il  civis Romanus caduto nelle mani dei cittadini, infatti, era considerato a Roma come uno schiavo e nella condizione di prigioniero tutti i suoi diritti, incluso quello di proprietà, decadevano. Ma per evitare che il suo testamento fosse dichiarato nullo, la fictio legis Corneliae (finzione della legge Cornelia), così denominata dalla lex Cornelia Sullae de captivis dell'81 a.C., stabilì che il momento della morte del captivus dovesse coincidere fittiziamente con il momento della sua cattura e, quindi, con la perdita della libertà. In tal caso era considerato valido il testamento da lui redatto.
Sicuramente vi è stato bisogno di una lunga evoluzione prima che a Roma si decidesse di restituire ai prigionieri tutti i diritti e, quindi, prima che il ritorno in patria di un soldato fatto prigioniero durante la guerra, diventasse il centro di una discussione giuridica. Con ogni probabilità una svolta nell'atteggiamento politico della civitas nei confronti della prigionia di guerra si ebbe intorno al II secolo a.C. Ma è indubbio, che la soluzione definitiva al problema ha trovato una risoluzione con la lex Cornelia di Silla, emanata tra l'81 e l'80 a.C.